# Clipse
I Clipse sono un duo musicale hip hop statunitense nato a New York, ma con base in Virginia, formato dai fratelli: 
- No Malice (fino al 2012 noto come Malice, all'anagrafe Gene Thornton nato nel 1973)
- Pusha T (all'anagrafe Terrance Thornton nato nel 1977)

Sono conosciuti soprattutto per il loro singolo del 2002 Grindin' e per l'affiliazione con il team di produzione The Neptunes, e rappresentano al meglio la Virginia al pari di artisti come Missy Elliott, Timbaland e Teddy Riley.

## Il gruppo
Il loro legame con l'hip hop inizia alla fine degli anni 1980, con l'ascolto di Kool G Rap, Juice Crew, Eric B. & Rakim e Large Professor. Malice, il maggiore dei due fratelli, si trasferisce in Virginia, tre anni dopo lo segue Pusha T. Durante una performance, Malice si fa notare da Pharrell Williams, che si propone come produttore per il loro demo, di fatto facendo nascere il duo Clipse. Williams poi sale alla ribalta del mondo hip hop con il duo The Neptunes e si occupa di trovare ai Clipse un contratto discografico: il duo firma con la Elektra Records e nel 1999 realizzano il brano The Funeral che aumenta la loro credibilità come artisti underground e li fa notare.
Nel 2000 il duo inizia una fase di collaborazioni: con alcuni artisti della No Limit Records (Master P, 504 Boyz e Silkk The Shocker); nel 2001 con Backstreet Boys, Jermaine Dupri e Nelly Furtado; con i Neptunes nell'album In Search Of; con Kelis nel suo LP Wanderland, con la Reebok per una campagna pubblicitaria. Entrano a far parte dell'etichetta Star Track Entertainment degli stessi Neptunes.
Il loro disco d'esordio è Lord Willin’, noto per brani come When The Last Time, hit da club, I'm Serious, Grindin’, Hot Damn e Ma' I Don't Love Her, sulla facciata del disco c'è il duo in Cadillac per le strade del quartiere, mentre sul sedile posteriore siede Gesù Cristo che si gode il panorama. Con Baby della Cash Money Records realizzano What Happened To That Boy, utilizzato dalla Reebok per uno spot. Il disco successivo, pubblicato nel 2006, si intitola Hell Hath No Fury, ed è composto da 12 tracce tutte prodotte dai Neptunes; dall'album vengono estratti due singoli: "Mr. Me Too" e "Wamp Wamp (What It Do)". Nel dicembre 2009 esce Til the Casket Drops; il primo singolo è "I'm Good", traccia prodotta dai Neptunes che vede la collaborazione di Pharrell.
Nel 2010 i due hanno deciso di sciogliere il gruppo per dedicarsi alle loro carriere da solisti. Pusha T ha firmato per la GOOD Music di Kanye West, della quale è diventato presidente nel 2015 e sotto la quale ha rilasciato quattro album da solista, mentre Malice ha cambiato il suo nome a No Malice e ha pubblicato indipendentemente due album da solista, rispettivamente nel 2013 e nel 2017. Nel 2016, durante un'intervista, No Malice ha aperto per la prima volta dopo lo scioglimento del duo a una possibile riunione con il fratello.
I due sono tornati a collaborare ufficialmente nel 2019, apparendo come Clipse nel brano Use This Gospel estratto dall'album Jesus Is King di Kanye West. Tre anni dopo si sono nuovamente riuniti, collaborando alla traccia Punch Bowl dall'album di Nigo I Know Nigo! e hanno collaborato nuovamente nello stesso anno per I Pray for You, brano estratto dall'album di Pusha T It's Almost Dry.
A giugno 2024 Pusha T ha fatto ascoltare in anteprima alla sfilata Louis Vuitton di Pharrell Williams un nuovo brano dei Clipse in collaborazione con John Legend, annunciando successivamente in un'intervista con Vulture che il duo avrebbe pubblicato un nuovo album prodotto interamente da Pharrell. A settembre il duo ha annunciato che l'album, intitolato Let God Sort Em Out, sarebbe stato rilasciato prima della fine dell'anno.

## Discografia
Album in studio
- 1999 – Exclusive Audio Footage
- 2002 – Lord Willin'
- 2006 – Hell Hath No Fury
- 2009 – Til the Casket Drops
- 2025 – Let God Sort Em Out[9]

Mixtapes
- 2004: We Got It 4 Cheap: Vol. 1 (Ospitati da Clinton Sparks)
- 2005: We Got It 4 Cheap: Vol. 2 (Ospitati da Clinton Sparks)
- 2006: We Got the Remixes: Vol. 1 (Ospitati da DJ Benzi ed Evil Empire)

Singoli
- 1999: "The Funeral" da Exclusive Audio Footage
- 2002: "Like I Love You" (Justin Timberlake featuring Clipse) da Justified
- 2002: "What Happened to that Boy" (Baby featuring Clipse) da Birdman
- 2002: "Grindin" da Lord Willin'
- 2002: "When the Last Time" (featuring Kelis e Pharrell Williams) da Lord Willin'
- 2002: "Ma, I Don't Love Her" (featuring Faith Evans) da Lord Willin'
- 2002: "Cot Damn" (featuring Ab-Liva e Rosco P. Coldchain) da Lord Willin'
- 2003: "Hot Damn" (featuring Ab-Liva e Rosco P. Coldchain) da The Neptunes Present... Clones
- 2006: "Mr. Me Too" (featuring Pharrell Williams) daHell Hath No Fury

### Apparizioni in altri lavori (come gruppo o singolarmente)
- 2001: Backstreet Boys - "The Call" (The Neptunes Remix) da The Call: Remixes
- 2001: Philly's Most Wanted - "Street Tax" da Get Down or Lay Down
- 2001: Kelis - "Popular Thug" da Wanderland
- 2001: Kelis - "Daddy" da Wanderland
- 2001: Royce Da 5'9" "Mister Baller" da Rock City 2.0
- 2002: Nivea - "Runaway" da Nivea
- 2003: Damani - "Move"
- 2003: 702 - "Star" da Star
- 2003: Ginuwine - "Hell Yeah (Remix)" da The Senior
- 2003: The Neptunes - "Blaze of Glory" da The Neptunes Present... Clones
- 2003: The Neptunes - "Hot" da The Neptunes Present... Clones
- 2003: The Neptunes - "Loser" da The Neptunes Present... Clones
- 2003: E-40 - "Quarterbackin" da Breakin News
- 2003: E-40 - "Quarterbackin" (DJ Quik Remix) da Breakin News
- 2003: Nelly - "#1" da Da Derrty Versions: The Reinvention
- 2003: TLC - "Hands Up" (Remix) da 3D
- 2005: Clinton Sparks - "Where You Been" da Maybe You Been Brainwashed
- 2005: Faith Evans - "Goin' Out" (also features Pharrell Williams) daThe First Lady
- 2005: Slim Thug - "Click Clack"  da Already Platinum
- 2006: Ol' Dirty Bastard - "Operator" da A Son Unique
- 2006: The Notorious B.I.G. - "Just a Memory" da Duets: The Final Chapter
- 2006: DJ Khaled - "Where You At" (also features Freeway) da Listennn... The Album
- 2006: Donell Jones - "I'm Gonna Be" da Journey of a Gemini
- Philly's Most Wanted - "Cocoa Leaf (No Relief)" (also features Fam-Lay e Rosco P. Coldchain)
- Red Café - "Hitman for Hire"
- 2009: Vinnie Paz (from Jedi Mind Tricks) - "Street Wars" da Assassin's Creed
- 2019: Kanye West - "Use This Gospel" da "Jesus Is King"